# Pavel Bermondt-Avalov
Pavel Rafailovitj Bermondt-Avalov (russisk: Павел Рафалович Бермондт-Авалов, tr. Pavel Rafalovitj Bermondt-Avalov; Avalov er russisk for det georgiske Avalishvili; født 4. marts 1877 i Tbilisi i Det Russiske Kejserrige, død 27. januar 1974 i New York City i USA) var en russisk ussuri-kosak og krigsherre. På sin mors side nedstammede han fra den georgiske adelsfamilie Avalishvili.
Bermondt-Avalov blev udnævnt til at lede den tyskoprettede russiske hær, senere kendt som bermondthæren, som skulle slås mod bolsjevikkerne i Den Russiske Borgerkrig, men siden han troede at kommunisterne ville blive besejret uden hans hjælp, bestemte Bermondt-Avalov sig for hellere at gå til angreb på de nyligt selvstændige lande Litauen og Estland. Hans "russiske specialkorps" skal have bestået af 50.000 mand, for det meste tyskbaltere, men også nogle russiske krigsfanger rekrutteret fra tyske fangelejre, men det bestod sandsynligvis ikke af mere end 20.000 kæmpende mand. Bermondt-Avalov var en af få antikommunistiske generaler som åbent propaganderede monarkistiske idéer.
Bermondt-Avalov blev forfremmet til generalmajor i 1918. Han tog kontrollen over Den Hvide Hærs styrker i Baltikum fra prins Anatolij Liven, der havde kommandoen over en del af den tyskbaltiske hær. I 1919 slog han sine styrker sammen med generalmajor Rüdiger von der Goltzs styrker, som dermed udgjorde den Vestrussiske Frivilligehær, der forsøgte at overtage magten i Riga. Bermondthæren lykkedes at indtage en stor del af Žemaitija og det vestlige Letland og indtog Riga, men blev siden besejret af den litauiske og den lettiske hær, med hjælp af estiske styrker. Disse baltiske hændelser bidrog til at opbygge Avalovs allerede eksisterende rygte som en eventyrer.
Pavel Bermondt-Avalov emigrerede derefter til Vesteuropa, hvor han udgav sine memoirer. Han døde i New York i 1974.